# Patsy Rowlands
Patricia "Patsy" Amy Rowlands, född 19 januari 1931 i Palmers Green, London, död 22 januari 2005 i Hove, East Sussex, var en brittisk skådespelerska.

## Rollista i urval
- 1962 – Att älska så
- 1962 – En död söker sin mördare
- 1963 – Tom Jones
- 1964 – My Fair Lady
- 1971 – Kom igen Henry
- 1972 – Välsignat hus
- 1975 – Nu tar vi romarna
- 1976 – Joseph Andrews
- 1979 – Tess
- 1980 – Grabben som blev miljonär
- 1992 – Bottom (TV-serie)